# 앤서니 카로

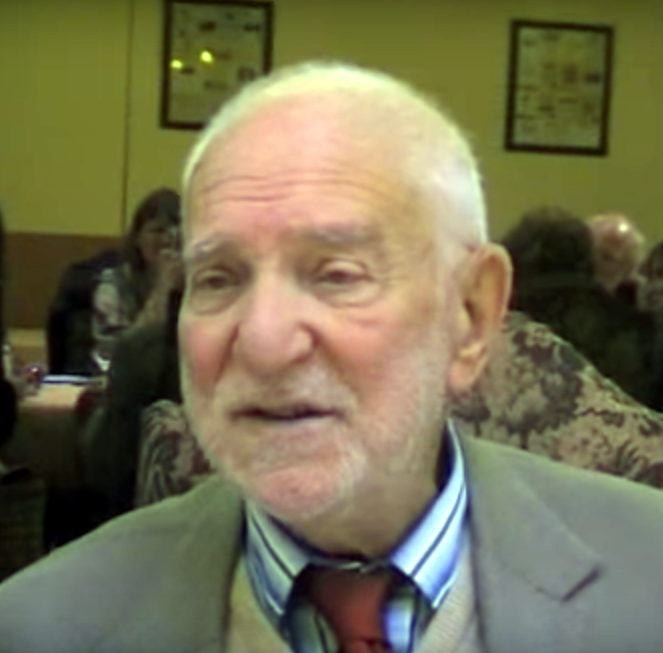

앤서니 카로(Anthony Caro, 1924년 3월 8일 ~ 2013년 10월 23일)는 영국의 조각가이다.
런던에서 출생하였다. 케임브리지 대학·왕립미술원 학교를 졸업한 후 1951년부터 2년간 헨리 무어의 조수로 일하였다. 1953년부터 1979년까지 세인트 마틴 미술학교 강사로 재직하였다.
그는 1950년대에는 인체상을 제작하였으나 1959년부터 미국에 체류할 때 현대회화에 강한 자극을 받고 귀국 후에는 철재를 조립하고 채색하는 구성적인 작품을 하였다. 1963년부터 1965년까지 베닝턴 대학에서 교편을 잡았으며, 1969년 상파울루 비엔날레 조각상을 수상하였다. 1970년대에 와서는 채색을 하지 않고 철의 거친 면을 강조한 작품을 제작하였다.
주요 작품으로는 <저 곳> 등이 있다.